# Aloisia Weber

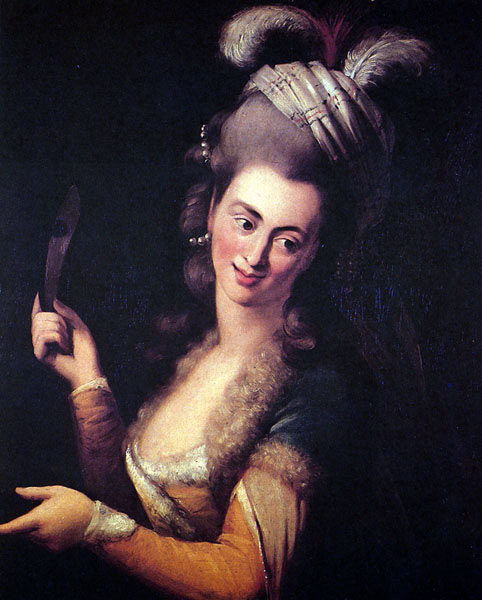
Aloisia Weber som Zémire i André Grétrys opera Zémire et Azor.

Maria Aloisia Antonia Weber, senare Aloisia Lange, född 1760, död 8 juni 1839, var en tysk sångare (sopran), framför allt ihågkommen för sin relation till Wolfgang Amadeus Mozart.

## Biografi
Aloisia Weber föddes antingen i Zell im Wiesental eller i Mannheim. Hon var en av fyra döttrar i den musikaliska familjen Weber. Hennes tre systrar var Josepha Weber (1758-1819) som sjöng Nattens drottnings roll i uruppförandet av Mozarts opera Trollflöjten, Constanze Weber som blev Mozarts hustru samt Sophie Weber. Hon var kusin med tonsättaren Carl Maria von Weber.
Aloisia Weber växte upp i Mannheim och flyttade till München 1778 där hon gjorde sin operadebut. Hennes lön vid teatern var 1 000 floriner/år; hennes far tjänade 600. Året därpå inbjöds hon att sjunga i Wien i ett projekt initierat av kejsaren Joseph II. Hela familjen flyttade till Wien i september och arbetade en kort period som biljettrivare, men fadern dog hastigt en månad efter deras ankomst.
Aloisia Weber fullföljde en tämligen lyckosam karrlär som sångerska under de följande två decennierna.
Den 31 oktober 1780 gifte hon sig med skådespelaren och amatörmålaren Joseph Lange som senare kom att göra ett känt porträtt av Mozart. Eftersom hon var familjens försörjare vid den här tiden gick Lange med på att betala 700 floriner om året till familjen som en del av äktenskapskontraktet.
År 1782 flyttade hon till Burgtheater och sjöng där italiensk opera. Denna anställning varade i åtta månader då hon blir ”persona non grata på grund av tvister om lön och rolltilldelningar samt frånvaro vid föreställningar.”  Hon fortsätter emellertid att sjunga vid Kärntnertortheatern och i tillfälliga roller vid Burgtheater. År 1795 for hon på konsertturné med sin syster, den nyblivna änkan Constanze. Samma år lämnade hon sin make Lange.
Hon bodde på äldre dar i Salzburg där också hennes systrar som fortfarande var i livet, Constanze och Sophie, bodde.

## Hennes relation med Mozart
Under en tid var Mozart förälskad i henne. Detta händer omkring 1777 då Mozart tillbringar en tid i Mannheim där han hoppats (förgäves visar det sig) att få arbete. Mozart uttrycker en önskan att få gifta sig med Aloisia, men det är inte klart hur allvarligt menat detta var eller om det var ömsesidigt.
Mozart lämnade Mannheim i flera månader för att fara till Paris för att söka arbete. På sin väg tillbaka passerar han München där Aloisia nu är. Enligt Georg Nicolaus von Nissen som skrev Mozarts biografi tillsammans med Constanze (som gifte sig med Nissen efter Mozarts död) hade Mozart och Aloisia ett ganska otrevligt gräl:
| ” | När han kom in föreföll hon inte längre känna igen honom som hon nyss gråtit efter. Detta fick honom att sätta sig vid pianot och sjunga med hög röst: ’Leck mir das Mensch im Arsch, das mich nicht will.’ (Den som inte vill ha mig kan kyssa mig i arslet.) | „ |

Det vulgära uttrycket i Mozarts sång överensstämmer med svenskans ”kyss mig i röven/arslet” och förekommer ofta i Mozarts brev.
Mozart flyttade till Wien 1781 och senare samma år var han för en tid inneboende hos familjen Weber. Fridolin Weber, Aloisias far, hade avlidit 1779 och Aloisia hade ännu inte flyttat hemifrån  och modern Cecilia och systrarna tog emot hyresgäster för att få det att gå ihop. Mozart förälskade sig i den tredje dottern, Constanze. När de båda gifte sig 1782  blev Mozart svåger med Aloisia. Uppenbarligen var ingen av dem långsint och Mozart skrev en hel del sånger till Aloisia (se nedan).

## Musik av Mozart för Aloisia Weber

### Från vistelsen i Mannheim
- Recitativ och aria för sopran, "Alcandro, lo confesso", K. 294
- Recitativ och aria för sopran, "Popoli di Tessaglia", K. 316/300b

### Från åren i Wien
- Scena och rondo "Mia speranza adorata — Ah, non sai, qual pena", K. 416, fullbordad i Wien 8 januari 1783 and uruppförd av Aloisia den 11 vid en konsert i Mehlgrube, platsen för många av de senare uruppförandena av flera av Mozarts pianokonserter.[12]
- Mozart skrev två "ersättningsarior" till Aloisia, infogade i en a nypremiär (juni 1783) på Burgtheater[13] av Pasquale Anfossis opera Il curioso indiscreto.[6] Ariorna var "Vorrei spiegarvi, oh Dio!" K. 418 och "No, no, che non sei capace" K. 419.
- Aria för sopran, "Ah se in ciel", K. 538 (1788)

### Roller i Mozartoperor sjungna av Aloisia Weber
- Donna Anna, i Mozarts Don Giovanni vid Wienpremiären den 7 maj 1788.
- Constanze, i en nyuppsättning av of Enleveringen ur Seraljen (1785–1788).

## Omdömen
Den danske skådespelaren och musikern Daniel Preisler sändes av sin arbetsgivare Det Kongelige Teater att studera teaterproduktion i andra europeiska länder. Då han besökte Wien inbjöds han till det Langeska hemmet där han hörde den gravida Aloisia sjunga. Han skrev i sin dagbok:
”Rösten är något särskilt! men… inte på långa vägar som vår Müller ; ändå kan en opartisk kritiker inte låta bli att beundra hennes höga register, hennes tolkning, smak och teoretiska kunnande. Hon sjunger de längsta och svåraste partier ojämförligt bättre än de italienska sångerskor som den wienska överklassen daltar med.” 
Preislers omdöme vittnar om att Aloisia inte bara var en god sångerska utan också en enastående musikant:
”Den kände ’Mozardt’ är hennes svåger och han har tränat henne så att hon ackompanjerar ur partituret och spelar mellanspel som en Kapellmeister.” 

## Aloisia Weber i litteratur och teater
- Mozarts och Aloisias ödesdigra romans beskrivs i en roman av Juliet Waldron (Hard Shell Books, 2000).
- Ett något mer fantasirikt porträtt ges av Stephanie Cowell i ”Marrying Mozart (New York: Penguin, 2004).
- De österrikiske dramatikern Felix Mitterer skapade den satiriska musikalen Die Weberischen, som uruppfördes i augusti 2006 på Wiener MuseumsQuartier.